# 邓文仪
邓文仪（1905年12月18日—1998年7月13日），字雪冰，湖南醴陵东乡白兔潭（今浦口）人，中華民國政治人物，曾任行政院内政部政务次长。

## 生平
1923年底鄧文儀考入由中華民國陸海軍大元帥大本營軍政部長程潛開辦的廣州大本營陸軍講武學校第一期就讀，1924年該校開學，1924年底該期生轉入黃埔軍校教育，鄧文儀編入第一隊，加入中国国民党。1924年底黃埔第一期畢業，編入黄埔军校教导团，并在战斗中负伤。
1925年赴莫斯科中山大学学习。1927年1月回国，任国民革命军第二十师政治部主任、黄埔军校政治部代主任。1928年任总司令部侍从参谋。1931年起任国民政府军事委员会委员长侍从秘书8年。
1931年冬，复兴社成立，是复兴社十三太保之一。1935年任中华民国驻苏联大使馆首席武官。8月，邓文仪与中共代表潘汉年和陈云在莫斯科举行秘密会谈。1936年任三民主义力行社书记。
抗战开始后，1938年调任成都陆军军官学校政治部主任兼委员长成都行辕政治部主任。1941年调任第三战区政治部主任。1944年任青年军政治部设计指导委员会主任委员。1945年任军委会政治部第一厅厅长。
国共内战时期，1946年任中华民国国防部新闻局局长。1947年任国防部政工局局长兼国防部新闻发言人，当选为国民党中央委员、中央常委。1949年去台湾。
1950年，任国民党台湾省党部主任委员。1951年任革命实践研究院副主任、代主任。1952年起任行政院内政部政务次长6年，负责实施台湾土地改革及地方自治。1957年任行政院退役官兵就业辅导委员会副主任委员。1959年起任国防研究院讲师10年，后任中国文化学院教授，曾获香港世界大学颁赠文学名誉博士。
晚年研究道教，获选台湾中国道教总会理事长。参与筹建台湾“中华黄埔四海同心会”，主张和平统一中国。1990年5月及1991年4月，两度访问中國大陆。1998年在美国去世。

## 家庭
其妻李白堅。其子鄧元忠，曾任國立臺灣師範大學歷史學系教授。其女鄧元玉。